# كلوز كيفر
كلوز كيفر (بالألمانية: Claus Kiefer) (و. 1958 – م) هو فيزيائي، وكاتب غير روائي، وأستاذ جامعي من ألمانيا .

## مناصب وهيئات
أدار جامعة كولونيا.